# São Carlos
São Carlos (en español: San Carlos) es un municipio brasileño del estado de São Paulo, localizado a una latitud de 22°01'04" sur y a una longitud de 47°53'27" oeste, estando a un a altura de 856 metros sobre el nivel del mar. Tiene una población de 246.088 habitantes (estimativas IBGE/2017), una superficie de 1.137km² y una densidad demográfica de 216,45 hab./km². La ciudad recibió el título de "Capital de la Tecnología", debido a su gran polo de alta tecnología.
Allí están instaladas importantes multinacionales como Faber-Castell, Volkswagen motores, Electrolux, Tecumseh y Husqvarna.
La ciudad es un gran centro universitario, y está llena de bares, especialmente alrededor de las universidades. La ciudad tiene una alta afluencia de estudiantes procedentes de las localidades colindantes.

## Demografía
La composición de la población de la ciudad es:
- 78,7% blancos;
- 15,7% mestizos;
- 4,2% negros;
- 0,8% amarillos.

## Universidades
- Universidad Federal de São Carlos

## Religión
El Cristianismo está presente en la ciudad de la siguiente manera:

### Iglesia Católica
La iglesia católica del municipio forma parte de la Diócesis de São Carlos.

### Iglesia Protestante
En la ciudad están presentes las más diversas creencias evangélicas, principalmente pentecostales, incluidas las Asambleas de Dios de Brasil (la iglesia evangélica más grande del país), Congregación Cristiana, entre otras. Estas denominaciones están creciendo cada vez más en todo Brasil.